# Макмагон (стадіон)
Стадіон Макмагон (англ. McMahon Stadium) — стадіон в канадському місті Калгарі. Є домашньою ареною команди Канадської футбольної ліги «Калгарі Стампідерс». Був побудований в 1960 році між центром міста і Університетом Калгарі, вміщує 35 650 глядачів; Тед Хеллард, президент команди, пропонував додаткове зниження місткості на 4200 сидіння, щоб помістити номера-люкси. Стадіон має штучне покриття, це пов'язано з кліматичними умовами. На стадіоні проходили церемонії відкриття та закриття XV зимових Олімпійських ігор в 1988 році.
Стадіон розташований на невеликій відстані від двох станцій метрополітену Калгарі. 
Стадіон названий на честь братів Френка і Джорджа МакМагонів, які пожертвували 300 тис. канадських доларів університету і місту Калгарі, що дозволило завершити будівництво стадіону.